# 胡安·曼努埃尔·莫雷诺
胡安·曼努埃尔·莫雷诺·博尼利亚（西班牙語：Juan Manuel Moreno Bonilla，1970年5月1日—）為西班牙政治人物，以及人民党黨員，現任安達盧西亞人民党主席，2019年起擔任安達盧西亞政府主席。2000年至2004年擔任眾議院坎塔布里亚選區議員，2008年至2011年間改為擔任马拉加選區議員。他亦是參議院議員和安達盧西亞議會議員。

## 早年经历
祖籍安达卢西亚马拉加省阿尔奥里内尔格兰德。出生于巴塞罗那。有一个姐姐，一个妹妹。出生三个月后跟随父母回到首府马拉加，生活在第6区，并在那里接受了基础教育。外祖父是左翼的社会主义者，而祖父则是右翼的保守主义者。父亲胡安·莫雷诺·科内霍在好利獲得公司和西亚特公司担任工业制图员；母亲玛丽亚·博尼利亚在百貨公司工作。
14岁时搬到第10区，高中就读于马拉加劳动学校。16、17岁的时候曾是当地乐团的流行乐-摇滚乐歌手。

## 政治生涯
本科就读于马拉加大学心理学师范专业，19岁加入人民党。但后来发现自己对政治的热爱，以至于中途退学。在大约十年后才获得卡米洛·何塞·塞拉大学会展组织与礼仪学学士学位，参加过一些硕士课程（有争议）。
1995年，25岁的他成为了马拉加市议会议员。2000年至2004年任众议院坎塔布里亚选区议员；2008年至2011年间担任马拉加选区议员。2006年9月与格拉纳达政治学家曼努埃拉·比列纳结婚。
2011年至2014年，担任安达卢西亚政府社会服务与平等部秘书 。2014年3月1日，在父亲去世几周后，他成为人民党安达卢西亚政府主席候选人。为了准备竞选，他们全家从马拉加搬到了自治区首府塞维利亚的瓜代拉堡。
2019年1月16日，他在人民党、公民党和Vox的支持下，以59票赞成、50票反对的议会投票结果取代苏萨娜·迪亚斯当选新一届安达卢西亚政府主席。他是安达卢西亚自治区成立近40年来的第一位保守派主席。